# 569年
| 千纪： | 1千纪 |
| 世纪： | 5世纪 \| 6世纪 \| 7世纪                                                                                        |
| 年代： | 530年代 \| 540年代 \| 550年代 \| 560年代 \| 570年代 \| 580年代 \| 590年代                                      |
| 年份： | 564年 \| 565年 \| 566年 \| 567年 \| 568年 \| 569年 \| 570年 \| 571年 \| 572年 \| 573年 \| 574年                |
| 纪年： | 己丑年（牛年）；高昌延昌九年；北齊天统五年；西梁天保八年；南朝陳光大三年、太建元年；北周天和四年；新罗大昌二年 |

## 大事记
- 春，阿爾博因領導倫巴底人聯合其他日耳曼族群翻越阿爾卑斯山脈攻佔義大利北部。
- 北周武帝正式邀集佛、道、儒舉行辯論三教先後。
- 八月，北齊將領獨孤永業攻打北周，北周能奔達獻出殺孔城（今河南省伊川縣西南）歸降北齊。
- 九月，周武帝派齊公宇文憲、柱國李穆率軍攻打北齊，圍攻宜陽，爆發宜陽、汾北之戰。

## 出生
- 隋煬帝楊廣
- 宇文化及